# Mesobracon elegans
Mesobracon elegans är en stekelart som beskrevs av Szepligeti 1913. Mesobracon elegans ingår i släktet Mesobracon och familjen bracksteklar. Inga underarter finns listade i Catalogue of Life.